# Montross (Virginie)
Pour le personnage de Star Wars, voir Montross.
La ville américaine de Montross est le siège du comté de Westmoreland, dans l’État de Virginie. Lors du recensement de 2000, sa population s’élevait à 315 habitants.

## Source
- (en) Cet article est partiellement ou en totalité issu de l’article de Wikipédia en anglais intitulé « Montross, Virginia » (voir la liste des auteurs).